# Brodovlje Jugoslavenske ratne mornarice
Ovo je popis ratnih brodova koji su bili u sastavu flote Jugoslavenske ratne mornarice.

## Podmornice

### Klasa Una
| Ime          | Slika | Godina izgradnje | Brodogradilište                             | Sudbina |
| ------------ | ----- | ---------------- | ------------------------------------------- | --- |
| P-911 Tisa   |       | 1983.            | Brodogradilište specijalnih objekata, Split | Odvezena u Crnu Goru. Tijekom 90-ih je konzervirana. Predana Sloveniji, te izložena u muzeju "Park vojaške zgodovine Pivka". |
| P-912 Una    |       | 1984.            | Brodogradilište specijalnih objekata, Split | Odvezena u Crnu Goru. Tijekom 90-ih je konzervirana. Od 2004. ponuđena na prodaju                                            |
| P-913 Soča   |       | 1987.            | Brodogradilište specijalnih objekata, Split | Odvezena u Crnu Goru. Povučena.                                                                                              |
| P-914 Zeta   |       | 1985.            | Brodogradilište specijalnih objekata, Split | Ostala u Hrvatskoj. Uvedena u sastav HRM pod nazivom P-01 Velebit. Povučena.                                                 |
| P-915 Vardar |       | 1985.            | Brodogradilište specijalnih objekata, Split | Odvezena u Crnu Goru. Povučena.                                                                                              |
| P-916 Kupa   |       | 1986.            | Brodogradilište specijalnih objekata, Split | Odvezena u Crnu Goru. Povučena.                                                                                              |

### Klasa Sava
| Ime         | Slika | Godina izgradnje | Brodogradilište                             | Sudbina                                                                                     |
| ----------- | ----- | ---------------- | ------------------------------------------- | ------------------------------------------------------------------------------------------- |
| P-831 Sava  |       | 1978.            | Brodogradilište specijalnih objekata, Split | Odvezena u Crnu Goru. 2009. izrezana kao staro željezo u Turskoj.                           |
| P-832 Drava |       | 1980.            | Brodogradilište specijalnih objekata, Split | Odvezena u Crnu Goru. U pričuvi od 2000. Trebala bi biti razrezana kao sekundarna sirovina. |

### Klasa Heroj
| Ime         | Slika | Godina izgradnje | Brodogradilište                             | Sudbina                                                      |
| ----------- | ----- | ---------------- | ------------------------------------------- | ------------------------------------------------------------ |
| P-821 Heroj |       | 1968.            | Brodogradilište specijalnih objekata, Split | Odvezena u Crnu Goru.                                        |
| P-822 Junak |       | 1969.            | Brodogradilište specijalnih objekata, Split | Odvezena u Crnu Goru.                                        |
| P-823 Uskok |       | 1970.            | Brodogradilište specijalnih objekata, Split | Odvezena u Crnu Goru. 1998. povučena iz službe te razrezana. |

### Klasa Sutjeska
| Ime            | Slika | Godina izgradnje | Brodogradilište         | Sudbina                   |
| -------------- | ----- | ---------------- | ----------------------- | ------------------------- |
| P-811 Sutjeska |       | 1960.            | Brodogradilište Uljanik | 1980. povučena iz službe  |
| P-812 Neretva  |       | 1961.            | Brodogradilište Uljanik | 1981. povučena iz službe. |

### Ostale
| Ime           | Slika | Godina izgradnje | Brodogradilište | Sudbina                                                                                      |
| ------------- | ----- | ---------------- | --------------- | -------------------------------------------------------------------------------------------- |
| P-801 Tara    |       | 1928.            | Engleska        | Bivši "Nebojša", povučena iz službe 1955.                                                    |
| P-802 Sava    |       | 1942.            |                 | 1968. povučena iz službe.                                                                    |
| P-901 Mališan |       | 1943.            | Caproni, Milano | 1945. zarobljena u Puli. Povučena 1958. te se od tada nalazi u "Tehničkom muzeju" u Zagrebu. |

## Razarači

### Klasa W
| Ime        | Slika | Godina izgradnje          | Brodogradilište | Sudbina       |
| ---------- | ----- | ------------------------- | --------------- | ------------- |
| R-21 Kotor |       | Porinut: 8. svibnja 1942. |                 | Povučen 1971. |
| R-22 Pula  |       |                           |                 |               |

### Ostali
| Ime        | Slika | Godina izgradnje                     | Brodogradilište | Sudbina                  |
| ---------- | ----- | ------------------------------------ | --------------- | ------------------------ |
| R-11 Split |       | Kobilica: srpanj 1939. Porinut: 1958 | Split           | Povučen 1985.; razrezan. |

## Eskortni razarači

### Klasa Ciclone
| Ime           | Slika | Godina izgradnje | Brodogradilište | Sudbina |
| ------------- | ----- | ---------------- | --------------- | ------- |
| RE-51 Triglav |       |                  |                 | Povučen |
| RE-52 Biokovo |       |                  |                 | Povučen |

## Raketni brodovi

### Klasa Koni
| Ime           | Slika | Godina izgradnje | Brodogradilište   | Sudbina                                                                                    |
| ------------- | ----- | ---------------- | ----------------- | ------------------------------------------------------------------------------------------ |
| VPBR-31 Split |       | 1976.            | Zelenodolsk, SSSR | Tijekom 90-ih preimenovan u Beograd te se nalazi u Crnoj Gori. Od 2004. ponuđen na prodaju |
| VPBR-32 Koper |       |                  | Zelenodolsk, SSSR | Odvezen u Crnu Goru, tijekom 90-ih preimenovan u Podgorica. Izrezan.                       |

### Klasa Kotor
| Ime           | Slika | Godina izgradnje | Brodogradilište | Sudbina       |
| ------------- | ----- | ---------------- | --------------- | ------------- |
| VPBR-33 Kotor |       | 1985.            | Kraljevica      | U Crnoj Gori. |
| VPBR-34 Pula  |       | 1985.            | Kraljevica      | U Crnoj Gori. |

### Klasa Končar
| Ime                      | Slika | Godina izgradnje | Brodogradilište | Sudbina                                                     |
| ------------------------ | ----- | ---------------- | --------------- | ----------------------------------------------------------- |
| RTOP-401 Rade Končar     |       | 1977.            | Kraljevica      | Odvezena u Crnu Goru. 2004. povučena i ponuđena na prodaju. |
| RTOP-402 Vlado Četković  |       | 1978.            | Kraljevica      | U službi HRM-a pod oznakom RTOP-21 Šibenik.                 |
| RTOP-403 Ramiz Sadiku    |       | 1978.            | Kraljevica      | Odvezen u Crnu Goru, razrezan.                              |
| RTOP-404 Hasan Zahirović |       | 1978.            | Kraljevica      | Odvezen u Crnu Goru. 2007. povučena te ponuđena na prodaju. |
| RTOP-405 Jordan Nikolov  |       | 1979.            | Kraljevica      | Odvezen u Crnu Goru, povučen.                               |
| RTOP-406 Ante Banina     |       | 1979.            | Kraljevica      | Odvezen u Crnu Goru, povučen.                               |

### Klasa Osa I
| Ime                      | Slika | Godina izgradnje | Brodogradilište | Sudbina                                                                              |
| ------------------------ | ----- | ---------------- | --------------- | ------------------------------------------------------------------------------------ |
| RČ-301 Mitar Acev        |       |                  | SSSR            | Odvezen u Crnu Goru                                                                  |
| RČ-302 Vlado Bagat       |       |                  | SSSR            | Odvezen u Crnu Goru, otpisan.                                                        |
| RČ-303 Petar Drapšin     |       |                  | SSSR            | Odvezen u Crnu Goru, otpisan.                                                        |
| RČ-304 Steva Filipović   |       |                  | SSSR            | Odvezen u Crnu Goru, prodan Egiptu.                                                  |
| RČ-305 Žikica Jovanović  |       |                  | SSSR            | Odvezen u Crnu Goru, prodan Egiptu.                                                  |
| RČ-306 Nikola Martinović |       |                  | SSSR            | Odvezen u Crnu Goru, prodan Egiptu.                                                  |
| RČ-307 Josip Mazar       |       |                  | SSSR            | Odvezen u Crnu Goru, prodan Egiptu.                                                  |
| RČ-308 Karlo Rojc        |       |                  | SSSR            | Odvezen u Crnu Goru, prodan Egiptu.                                                  |
| RČ-309 Franc Rožman      |       |                  | SSSR            | Odvezen u Crnu Goru, otpisan.                                                        |
| RČ-310 Velimir Škorpik   |       |                  | SSSR            | U službi HRM-a pod oznakom OBM-41 Dubrovnik. Povučen 2000. Izrezan 2010. u Šibeniku. |

## Torpedni brodovi

### Klasa Shershen
| Ime                    | Slika | Godina izgradnje | Brodogradilište | Sudbina                                                                      |
| ---------------------- | ----- | ---------------- | --------------- | ---------------------------------------------------------------------------- |
| TČ-211 Pionir          |       |                  |                 |                                                                              |
| TČ-212 Partizan        |       |                  |                 |                                                                              |
| TČ-213 Proleter        |       | 1968.            | Kraljevica      |                                                                              |
| TČ-214 Topčider        |       |                  |                 |                                                                              |
| TČ-215 Ivan            |       |                  |                 |                                                                              |
| TČ-216 Jadran          |       | 1969.            | Kraljevica      |                                                                              |
| TČ-217 Kornat          |       | 1969.            | Kraljevica      |                                                                              |
| TČ-218 Biokovac        |       | 1969.            | Kraljevica      |                                                                              |
| TČ-219 Streljko        |       | 1970.            | Kraljevica      |                                                                              |
| TČ-220 Crvena zvijezda |       | 1970.            | Kraljevica      |                                                                              |
| TČ-221 Partizan III    |       | 1970.            | Kraljevica      |                                                                              |
| TČ-222 Partizan II     |       | 1971.            | Kraljevica      | Ostao u Hrvatskoj. Služio pod imenom TB-51 Vukovar. Čeka rezanje u Šibeniku. |
| TČ-223 Napredak        |       | 1971.            | Kraljevica      |                                                                              |
| TČ-224 Pionir II       |       | 1971.            | Kraljevica      |                                                                              |

## Ophodni brodovi

### Klasa CO1 (Kraljevica)
| Ime     | Slika | Godina izgradnje | Brodogradilište | Sudbina |
| ------- | ----- | ---------------- | --------------- | ------- |
| PBR-501 |       | 1951.            | Kraljevica      |         |
| PBR-502 |       | 1951.            | Kraljevica      |         |
| PBR-503 |       | 1952.            | Kraljevica      |         |
| PBR-504 |       | 1952.            | Kraljevica      |         |
| PBR-505 |       | 1952.            | Kraljevica      |         |
| PBR-506 |       | 1952.            | Kraljevica      |         |
| PBR-507 |       | 1953.            | Kraljevica      |         |
| PBR-508 |       | 1953.            | Kraljevica      |         |
| PBR-509 |       | 1953.            | Kraljevica      |         |
| PBR-510 |       | 1953.            | Kraljevica      |         |
| PBR-511 |       | 1953.            | Kraljevica      |         |
| PBR-512 |       | 1954.            | Kraljevica      |         |
| PBR-513 |       | 1954.            | Kraljevica      |         |
| PBR-514 |       | 1954.            | Kraljevica      |         |
| PBR-515 |       | 1954.            | Kraljevica      |         |
| PBR-516 |       | 1955.            | Kraljevica      |         |
| PBR-517 |       | 1955.            | Kraljevica      |         |
| PBR-518 |       | 1955.            | Kraljevica      |         |
| PBR-519 |       | 1956.            | Kraljevica      |         |
| PBR-520 |       | 1956.            | Kraljevica      |         |
| PBR-521 |       | 1956.            | Kraljevica      |         |
| PBR-522 |       | 1956.            | Kraljevica      |         |
| PBR-523 |       | 1956.            | Kraljevica      |         |
| PBR-524 |       | 1957.            | Kraljevica      |         |

### Klasa CCO2
| Ime            | Slika | Godina izgradnje | Brodogradilište | Sudbina |
| -------------- | ----- | ---------------- | --------------- | ------- |
| PBR-551 Mornar |       | 1957.            | Kraljevica      |         |
| PBR-552 Borac  |       | 1957.            | Kraljevica      |         |

### Klasa C-80
| Ime             | Slika | Godina izgradnje | Brodogradilište | Sudbina |
| --------------- | ----- | ---------------- | --------------- | ------- |
| PČ-132 Kalnik   |       | 1964.            | Kraljevica      |         |
| PČ-133 Velebit  |       | 1964.            | Kraljevica      |         |
| PČ-134 Romanija |       | 1964.            | Kraljevica      |         |
| PČ-135 Triglav  |       | 1964.            | Kraljevica      |         |
| PČ-136 Lovčen   |       | 1964.            | Kraljevica      |         |
| PČ-137 Rudnik   |       | 1967.            | Kraljevica      |         |
| PČ-138          |       | 1968.            | Kraljevica      |         |
| PČ-139          |       | 1968.            | Kraljevica      |         |
| PČ-140          |       | 1968.            | Kraljevica      |         |

### Klasa Mirna
| Ime                | Slika | Godina izgradnje | Brodogradilište | Sudbina                                                                                               |
| ------------------ | ----- | ---------------- | --------------- | --- |
| PČ-171 Biokovo     |       | 1980.            | Kraljevica      | U službi HRM-a pod imenom OB-01 Novigrad                                                              |
| PČ-172 Pohorje     |       | 1981.            | Kraljevica      | Odvezen u Crnu Goru, danas se koristi za prijevoz turista.                                            |
| PČ-173 Koprivnik   |       | 1981.            | Kraljevica      | Odvezen u Crnu Goru, danas se koristi za prijevoz turista.                                            |
| PČ-174 Učka        |       | 1982.            | Kraljevica      | U službi Crnogorske pomorske policije pod oznakom P-01 "Bar".                                         |
| PČ-175 Grmeč       |       | 1982.            | Kraljevica      | Odvezen u Crnu Goru. 2007. prodan privatniku iz RH i plovi pod imenom "Nada" za prijevoz turista.     |
| PČ-176 Mukos       |       | 1983.            | Kraljevica      | U službi HRM-a pod oznakom OB-02 Šolta.                                                               |
| PČ-177 Fruška gora |       | 1983.            | Kraljevica      | Odvezen u Crnu Goru, kasnije prodan privatniku iz RH te sada plovi kao brod za prijevoz turista "Ina" |
| PČ-178 Kosmaj      |       | 1983.            | Kraljevica      | U službi Crnogorske pomorske policije pod oznakom P-03 "H. Novi".                                     |
| PČ-179 Zelengora   |       | 1983.            | Kraljevica      | Odvezen u Crnu Goru. 2007. prodan privatniku iz RH i plovi pod imenom "Ilirija" za prijevoz turista.  |
| PČ-180 Cer         |       | 1984.            | Kraljevica      | U službi HRM-a pod oznakom OB-03 Cavtat.                                                              |
| PČ-181 Durmitor    |       | 1985.            | Kraljevica      | U službi HRM-a pod oznakom OB-04 Hrvatska Kostajnica                                                  |

## Školski brodovi
| Ime   | Slika | Godina izgradnje | Brodogradilište          | Sudbina |
| ----- | ----- | ---------------- | ------------------------ | --- |
| Galeb |       | 1938.            | Ansaldo, Genova, Italija | 1991. odveden u Crnu Goru. Nalazi se na mrtvom vezu u Viktoru Lencu zbog nedostatka novca grčkog vlasnika koji ga je kupio tijekom 90-ih. |

| Ime    | Slika | Godina izgradnje | Brodogradilište   | Sudbina                                        |
| ------ | ----- | ---------------- | ----------------- | ---------------------------------------------- |
| Jadran |       | 1933.            | Hamburg, Njemačka | Obnovljen 1947. U službi crnogorske mornarice. |

## Minolovci
U Francuskoj Republici od 1955. do 1957. građena su tri minolovca klase M-151, dok je četvrti sagrađen u Malom Lošinju. Usto je u brodogradilištima Socijalističke Republike Hrvatske sagrađeno šesnaest minolovaca klase M-101, sedam klase M-117 i četiri po uzoru na britansku klasu Ham, poznati kao klasa M-141.
| Ime                | Slika | Godina izgradnje | Brodogradilište     | Sudbina                                                                                |
| ------------------ | ----- | ---------------- | ------------------- | -------------------------------------------------------------------------------------- |
| M-151 Vukov Klanac |       |                  | Le Havre, Francuska | Teško oštećen 1991.                                                                    |
| M-152 Podgora      |       | 1957.            | Le Havre, Francuska | Odvezen u Crnu Goru, u upotrebi do 2004., razrezan 2005.                               |
| M-153 Blitvenica   |       | 1957.            | Le Havre, Francuska | Odvezen u Crnu Goru, u upotrebi do 2004. nakon čega je prodan privatniku iz Slovenije. |
| M-161 Gradac       |       | 1960.:826        | Mali Lošinj, SFRJ   | Odvezen u Crnu Goru.                                                                   |
| M-141              |       |                  |                     |                                                                                        |
| M-142 Brseč        |       |                  |                     |                                                                                        |
| M-143 Olib         |       |                  |                     |                                                                                        |
| M-144 Iž           |       |                  |                     |                                                                                        |

### Riječni minolovci
Dvadeset i četiri broda klase RML-301 duljine 20 metara, izgrađena su početkom 1950-ih u Brodogradilištu »Sava« u Mačvanskoj Mitrovici u Narodnoj Republici Srbiji.
| Ime                     | Slika | Godina izgradnje   | Brodogradilište       | Sudbina |
| ----------------------- | ----- | ------------------ | --------------------- | ------- |
| M-331 Neštin:826        |       | 20. prosinca 1975. | Brodotehnika, Beograd |         |
| M-332 Motajica:826      |       | 18. prosinca 1976. | Brodotehnika, Beograd |         |
| M-333 Belegiš:826       |       | Siječnja 1977.     | Brodotehnika, Beograd |         |
| M-334 Bosut:826         |       | 1978.              | Brodotehnika, Beograd |         |
| M-335 Vučedol:826       |       | 1979.              | Brodotehnika, Beograd |         |
| M-336 Đerdap:826        |       | 1980.              | Brodotehnika, Beograd |         |
| M-337 Panonsko more:826 |       | 1980.              | Brodotehnika, Beograd |         |

## Pomoćni brodovi

### Tankeri

#### Za naftu
| Ime          | Slika | Godina izgradnje | Brodogradilište | Sudbina                        |
| ------------ | ----- | ---------------- | --------------- | ------------------------------ |
| PN-26 Sipa   |       | 1989.            |                 | Odvezen u Crnu Goru, razrezan. |
| PN-27 Lignja |       | 1989.            |                 |                                |

#### Za vodu
| Ime        | Slika | Godina izgradnje | Brodogradilište | Sudbina                                 |
| ---------- | ----- | ---------------- | --------------- | --------------------------------------- |
| PV-16      |       |                  |                 |                                         |
| PV-17 Alga |       | 1952.            | Rijeka          | Odvezen u Crnu Goru, ponuđen na prodaju |

### Tegljači

#### Lučki
| Ime   | Slika | Godina izgradnje | Brodogradilište | Sudbina                                  |
| ----- | ----- | ---------------- | --------------- | ---------------------------------------- |
| LR-72 |       | 1953.            | Rijeka          | Odvezen u Crnu Goru, ponuđen na prodaju. |
| LR-74 |       |                  |                 |                                          |
| LR-78 |       |                  |                 |                                          |

#### Pučinski
| Ime           | Slika | Godina izgradnje | Brodogradilište | Sudbina                                                   |
| ------------- | ----- | ---------------- | --------------- | --------------------------------------------------------- |
| PR-37 Zubatac |       |                  |                 | Odvezen u Crnu Goru, 2005. prodan privatniku iz Hrvatske. |
| PR-38 Tunj    |       | 1957.            | Kraljevica      |                                                           |
| PR-39         |       | 1958.            | Kraljevica      |                                                           |
| PR-41 Orada   |       |                  |                 | Odvezen u Crnu Goru                                       |

### Transportni
| Ime          | Slika | Godina izgradnje | Brodogradilište | Sudbina                                                                               |
| ------------ | ----- | ---------------- | --------------- | ------------------------------------------------------------------------------------- |
| PO-91 Lubin  |       |                  |                 |                                                                                       |
| PO-92 Ugor   |       |                  |                 | Prodan privatniku, preimenovan u Boka Star i 2002. zaplijenjen zbog ilegalnog tovara. |
| PO-93 Kit    |       |                  |                 | Prodan privatniku                                                                     |
| PT-71 Meduza |       | 1956.            | Trogir          | Zaplijenjen u Šibeniku 1991., od tada u službi HRM-a.                                 |
| PT-72 Jastog |       |                  | Trogir          |                                                                                       |